# Asunción Cruañes Molina
Asunción Cruañes Molina (Xàbia, Marina Alta, 15 de gener de 1925 - Alacant, 27 de gener de 2012) va ser una política valenciana, una de les «mares» de la Constitució de 1978.

## Biografia
Des de l'any 1965 va residir en Alacant, treballant en els camps de la política social i ocupacional. Fou escollida diputada del PSOE en el Congrés dels Diputats per la província d'Alacant a les eleccions generals espanyoles de 1977, 1979, 1982, 1986, i 1989.
Així, doncs, formà part de les Corts Constituents de 1977, el primer Parlament democràtic després del franquisme, en què les dones eren una escassa minoria. S'hi mantingué en successives legislatures i en les eleccions de 1993 ja no s'hi va presentar. Va ser vicepresidenta i secretària en la Comissió del Defensor del Poble i formà part de la Comissió de RTVE del Parlament. També ha estat vocal del Consell Assessor de l'Arxiu de la Democràcia, de la Universitat d'Alacant.
Va rebre el VII Premi Maisonnave de 2008, als parlamentaris que van participar en les Corts Constituents per Alacant, que atorga des de 2002, la Universitat d'Alacant.